# 베트남에 평화를! 시민연합
베트남에 평화를! 시민연합(일본어: ベトナムに平和を！市民連合 베토나무니헤이와오시민렌고[*])은 일본의 베트남 전쟁 반전 및 반미 단체다. 약칭은 베평련(일본어: ベ平連 베헤이렌[*]). 대표적인 시민운동 단체였다.
1965년(쇼와 40년) 2월 7일 미군의 베트남 북폭에서 민간인 사망자가 늘어나고 있다는 보도가 이루어지면서 일본에서도 반전운동이 시작되었다.
1960년에 일어난 안보투쟁 때 일본과 미국 간의 상호 협력 및 안전 보장 조약 체결 강행에 항의했던 도바야시 도미 등이 시민단체 "소리없는 소리회(声なき声の会)를 만들었다. 1965년 이 단체의 사무총장을 역임한 정치학자 다카바타케 미치토시가 교토의 쓰루미 슌스케에게 전화하여 “무당파 시민으로서 북폭에 대해 항의하고 싶지만 소리없는 소리회는 너무 작다. 정당의 지령을 받지 않는 서클의 호소로 베트남 전쟁을 지원하는 일본 정부에 항의하는 시위를 하자”고 제안했다. 당시 니시노미야시에 있던 오다 마코토 등도 참여하여 도쿄 신바시의 프루츠 팔러(당시 유행했던 과일 카페)에서 새 단체의 초안을 가다듬고 동년 4월 24일 소리없는 소리회를 모체로 베트남에 평화를! 시민문화단체연합(ベトナムに平和を!市民文化団体連合)을 발족시켰다.
반미를 내걸었지만 기존 정당과는 선을 그은 무당파 반전운동이며, 기본적으로 “오는 사람 마다않고 가는 사람 잡지 않는” 자발적 참여를 원칙으로 하면서 노동조합, 학생단체 같은 좌익 단체 뿐 아니라 현양사 같은 우익, 직장인과 주부 같은 일반인 등 사회적 지위와 보혁 성향을 불문하고 많은 참여자가 모였다.
1966년 10월 16일 명칭을 "베트남에 평화를! 시민연합"으로 개칭하고 활동이 전국적으로 퍼졌다. 이때부터 신좌파 정파들과 관계가 강해지고, 소련 KGB가 접근해와 그 공작금이 유입되면서 점차 좌익색이 짙어져갔다. 특히 공산주의노동자당 당원으로서 베평련 회원인 사람이 많았다. 대표적으로 이이다 모모, 요시카와 유이치, 구리하라 유키오, 무토 이치요, 하나자키 코헤이 등이 있다.
1971년 이후로는 남베트남에 진출한 기업에 대한 적대행동, 나리타 공항 건설반대운동 연대활동 등 베트남 전쟁 반대와 직접 관계가 없는 일로 활동반경이 늘어났고, 이런 좌경화를 싫어하여 이탈하는 사람들(가이코 다케시 등)이 늘어났다. 누구든 참여 할 수 있고, 어느 지역에서든 자발적으로 “OO베평련”이라고 이름을 붙여서 활동 할 수 있다는 점 때문에, 논섹트 래디컬화 된 지역 단체들이 늘어나서 일부는 폭력시위 노선으로 이행했다. 처음부터 조직이 아닌 느슨한 운동체(연합/집합체)를 표방한 시민운동이라는 모토를 내걸고 있었기 때문에 이러한 상황이 벌어지는 것을 막을 수 없었다.
1973년 1월 27일 남북베트남과 미국 사이에 파리 협정이 체결되어 미군이 베트남에서 전면 철수함에 따라 1974년 1월 해산했다.

## 같이 보기
- 평화 운동